# Wilhelm Brückner-Rüggeberg
Wilhelm Brückner-Rüggeberg, né le 15 avril 1906 à Stuttgart et mort le 1er avril 1985 à Hambourg, est un chef d'orchestre allemand.

## Biographie
Wilhelm Brückner-Rüggeberg fait ses études à Munich, où il est l'élève d'August Schmid-Lindner et de Siegmund von Hausegger. En 1836 et 1937 il est chef invité à l'Opéra de Hambourg et en devient chef permanent en 1938 jusqu'en 1871.
Il enseigne à la Hochschule für Musik de Hambourg à partir de 1955.
Il est autant réputé comme chef d'orchestre que comme chef de chœur.

### Dictionnaires et encyclopédies
- Theodore Baker et Alain Pâris (trad. Marie-Stella Pâris), Dictionnaire biographique des musiciens, R. Laffont, 1995 (ISBN 2-221-90103-7, 978-2-221-90103-8 et 2-221-06510-7, OCLC 896013421, lire en ligne)